# Jediismus
Der Jediismus ist eine synkretistische Weltanschauung, die ihren Namen und einen Teil ihrer Terminologie an den Orden der Jedi aus der Science-Fiction-Filmreihe Star Wars angelehnt hat.

## Hintergrund
Der Jediismus enthält spirituelle Inhalte des Christentums, des Buddhismus, des Daoismus und des Shintoismus. Jediisten nehmen an, dass die „Macht“ (englisch force) in den Star-Wars-Filmen am besten mit der karmischen lenkbaren Energie der eigenen, ursprünglichen Glaubensrichtung zusammenpasst.
Bei Volksbefragungen war Jediismus im Vereinigten Königreich Großbritannien und Nordirland 2001 eine so häufige Nennung, dass sie ein eigenes numerisches Kürzel (896) für die Eintragung ins Formular bekam. Auch in Australien bekannten sich mehr als 70.000 Menschen bei einer Volksbefragung im selben Jahr zum Jediismus. Das Australian Bureau of Statistics stellt jedoch nach der Erhebung klar, dass die Antwort auf die Religionsfrage keinen Einfluss auf eine mögliche Anerkennung hat und drohte mit der Verhängung eines Bußgeldes. Die Antwort „Jedi“ wurde daher der Spalte „undefined“ („nicht definiert“) zugerechnet.
Bei einer 2011 durchgeführten Volkszählung in Tschechien gaben 15.070 Bürger den Jediismus als Religion an. Beim Zensus 2021 waren es bereits 21.023 Personen.
Die Wohlfahrtskommission der britischen Regierung entschied, dass das Jedi-Rittertum keine Religion sei. Ein Antrag des „Tempels des Ordens der Jedi“ auf Gemeinnützigkeit wurde damit abgelehnt.
Außerhalb Großbritanniens gibt es schon seit 2006 Bestrebungen, den Jediismus oder auch das Jeditum (Schwerpunkt Philosophie) in diversen Orden – entstanden in Deutschland und Österreich – auszuleben.